# سنط

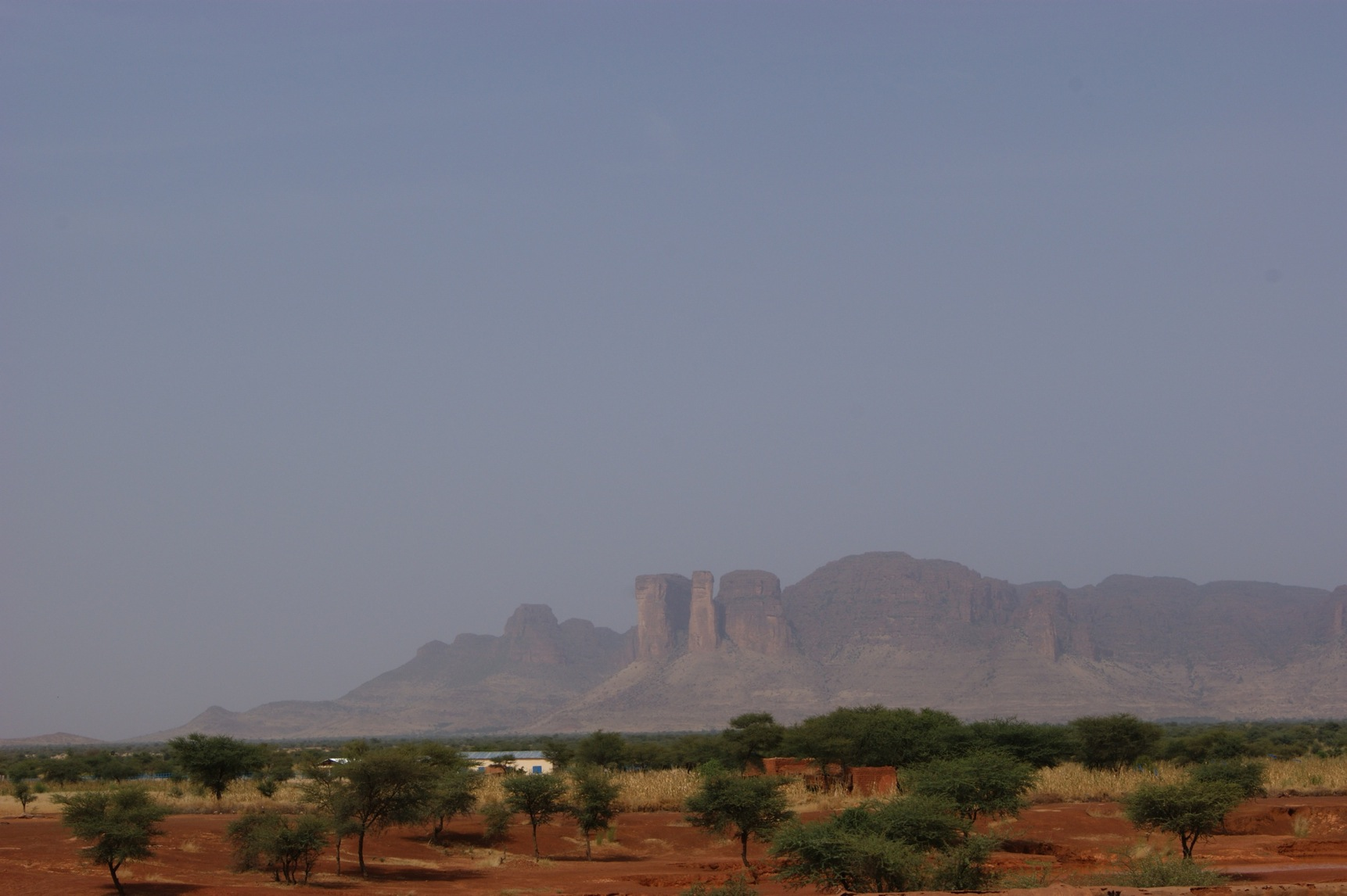
شجر السنط على طريق في مالي متجه إلى تمبكتو بمنطقة الساحل.

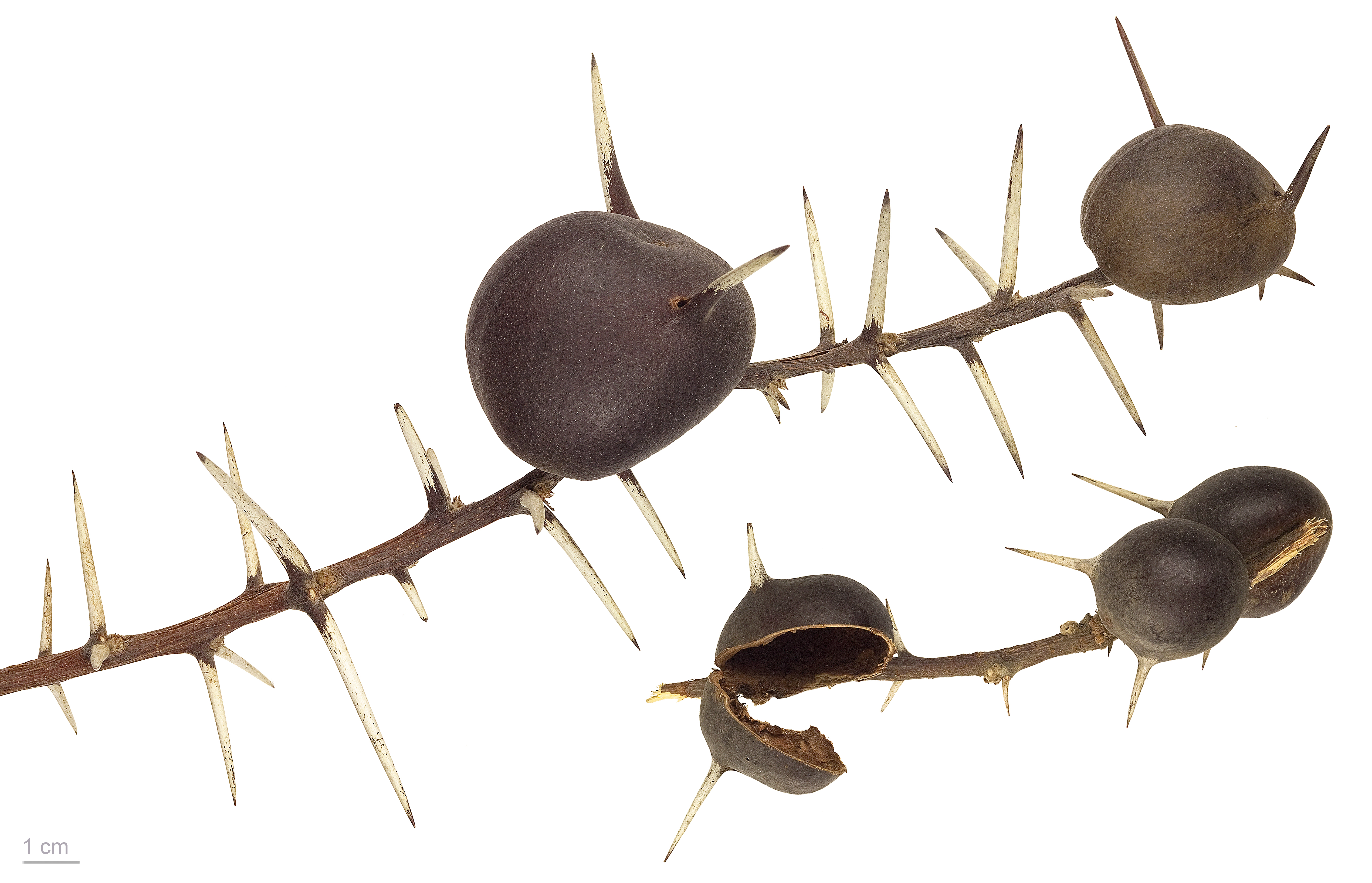
Acacia drepanolobium

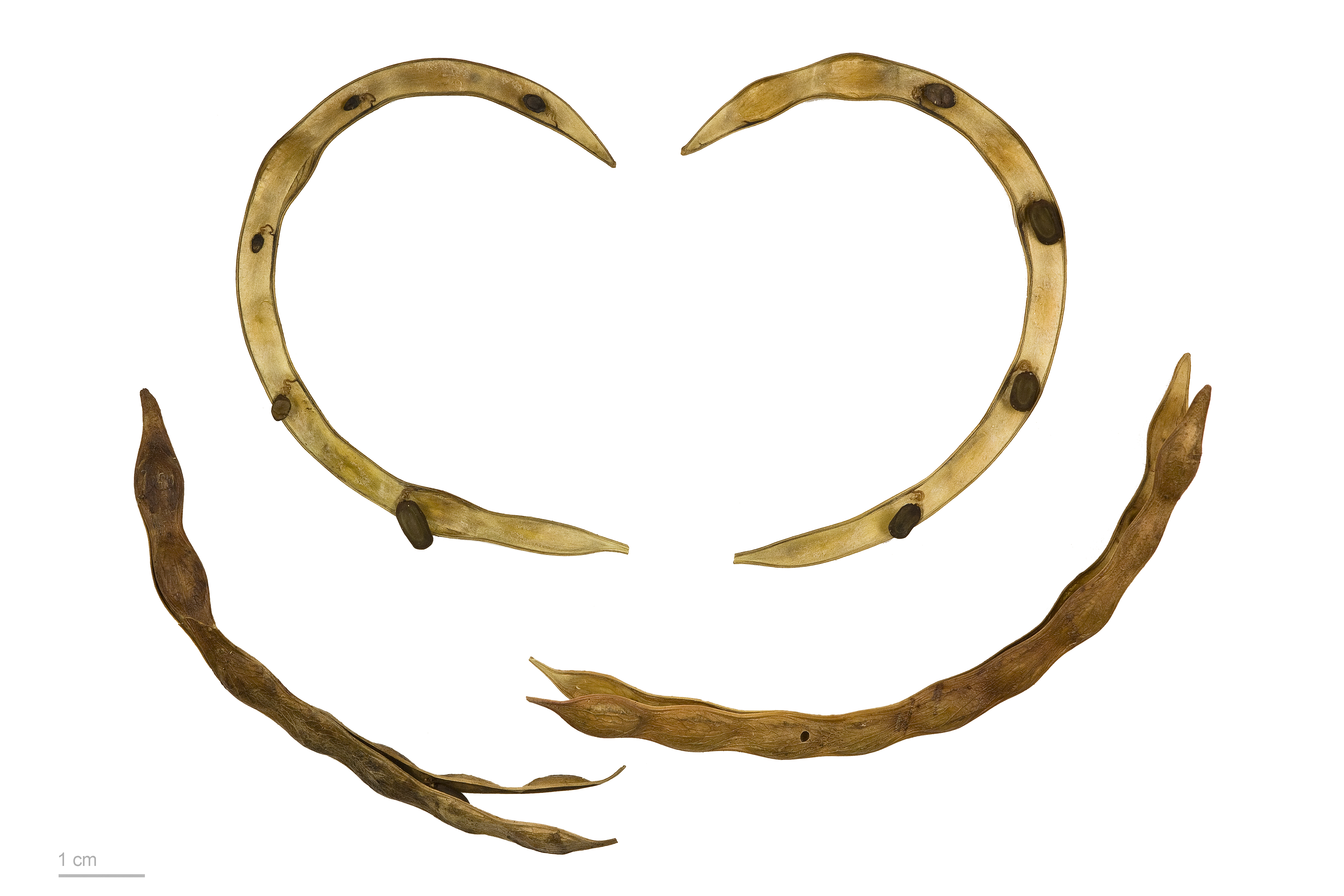
Acacia sp.

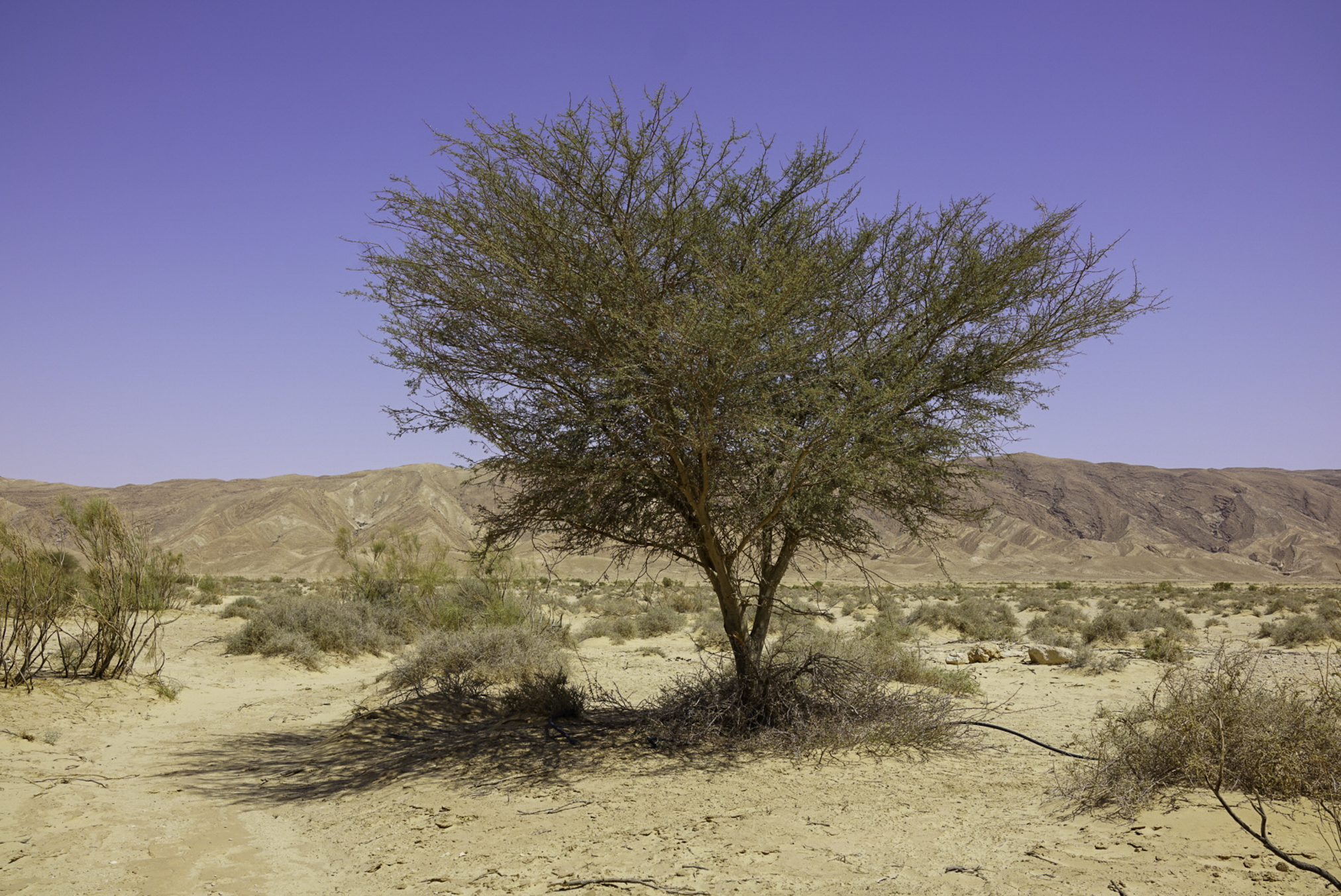
شجرة السنط في الحديقة الوطنية بدغومس

السَّنْط أو الطَّلْح أو القَرَظ أو الأَكاسيا أو الأقاقيا (عن اليونانية: ακακία، بالإنجليزية: Acacia) جنس نباتي من الفصيلة البقولية. يضم 1300 نوع منها 960 نوعا أصيلا في أستراليا. أنواعه من الأشجار والشجيرات. وقد جاء في مختار الصحاح أن جمهور علماء تفسير القرآن قالت بأن المقصود بالطلح في القرآن الموز.

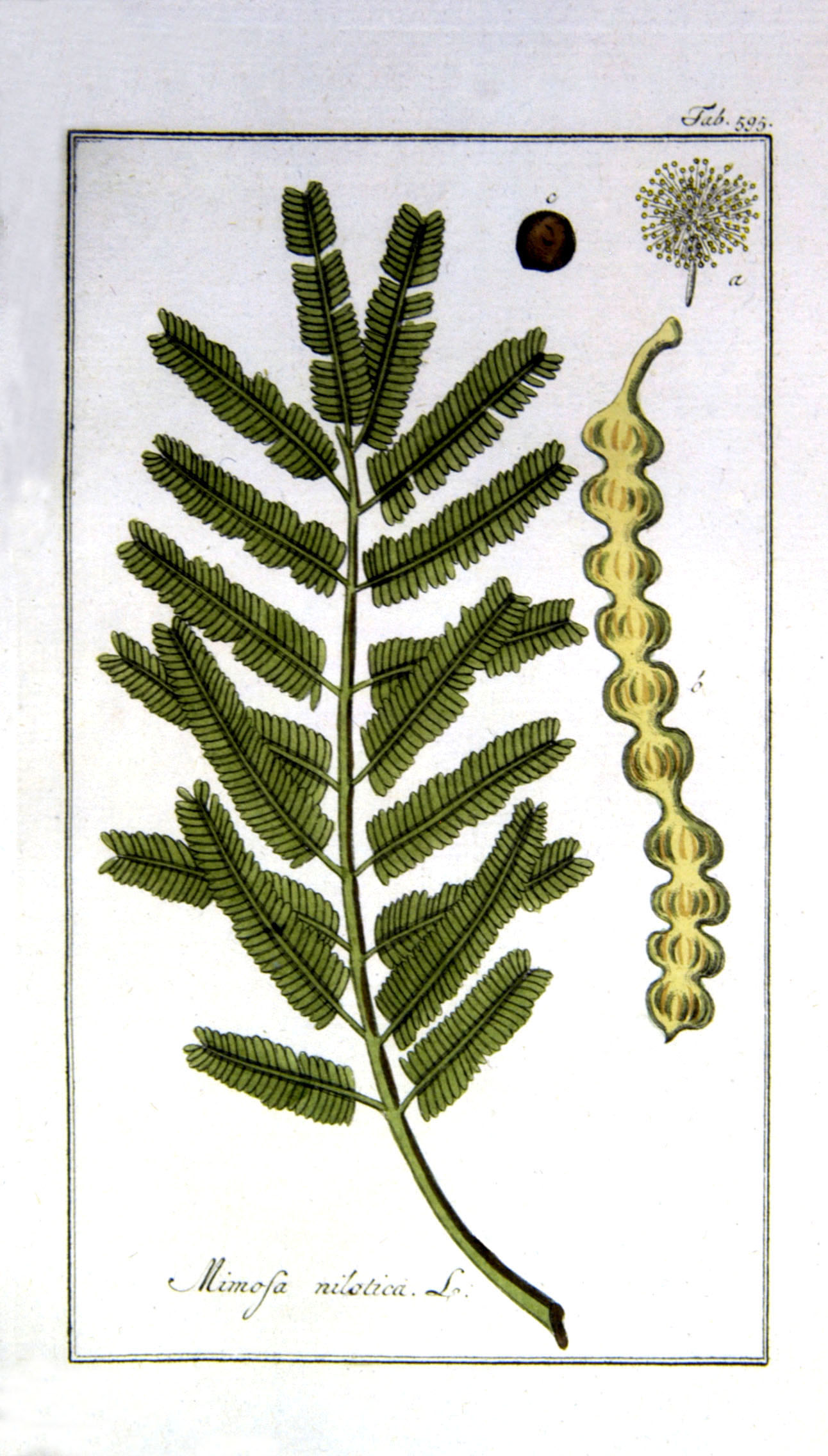
السنط.

لمعظم أنواع السنط استعمالات اقتصادية غذائية أو صحية أو صناعية. بعضها على قدر من السمية ويتميز بطول الأشواك. ويستخدم خشب جذع هذه الشجرة في أغلب الأحيان ليكون مناحل (خلايا نحل). واستخدمَ أسقفًا للبيوت في غابر الزمان. لحاء الطلح قابض قوي ويستعمل ليقوي الغشاء المخاطي في كل الجسم. مغليه مضمضة يمنع نزيف اللثة يُغَرغَر به لالتهاب الحلق، ومرهمًا للإكزيما، وغسولًا لالتهاب ملتحمة العين، وغسولًا للمهبل لعلاج إفرازات المهبل. ومشروبًا لعلاج الإسهال. يستخرج الصمغ العربي من نوع السنط السنغالي المنتشر في المنطقة المدارية الشمالية في أفريقيا من السنغال إلى نيجيريا، ويستخرج نوع من الصمغ العربي أدنى جودة من الأول من شجرة السنط النيلي المنتشرة في الهند وبعض المناطق المحيطة بالمحيط الهندي وبحر العرب.

## تاريخ السنط
استخدم خشب السنط في العصور الفرعونية في النجارة ولحائه في الدباغة والأوراق والأزهار في أغراض طبية وقد استخدم دواءًا لمعالجة اعتلال الجسد، واستخدم علاجًا للقضاء على الدود والسعال والانتفاخات وأورام القدم وعلاجًا لتسكين آلام العظام المكسورة.

## استخدامات السنط أو القرض
تُستخدم في الطب الشعبي، بما في ذلك البذور والزهور، فيمكن استخدامها علاجًا سريع لتقليل الحمى، ووقف النزيف المفرط، وعلاج فعال ضد الديدان الطفيلية، والأمراض الجلدية. وتستخدم هذه البذور توابل في أجزاء من الهند.
تعتبر قرون البذور والزهور والأوراق الصغيرة صالحة للأكل بشكل عام إما نيئة أو مطبوخة.
اعتاد الأستراليون الأصليون على حصاد بذور بعض الأنواع لطحنها وتحويلها إلى دقيق وتناولها كمعجون أو خبزها في كعكة. تحتوي بذور الأطلس على ما يصل إلى 25٪ من البروتين أكثر من الحبوب الشائعة، ويمكن تخزينها جيدًا لفترات طويلة بسبب قشور البذور الصلبة. بالإضافة إلى استهلاك البذور الصالحة للأكل والصمغ، استخدم السكان الأصليون أيضًا الأخشاب للأدوات والأسلحة والوقود والآلات الموسيقية. عدد من الأنواع، وأبرزها أكاسيا مانجيوم (أطلس الجوز) وأكاسيا ميرنسي (أطلس أسود) وأكاسيا سالينيا (كوجونغ)، مهمة اقتصاديًا وتُزرع على نطاق واسع عالميًا لمنتجات الأخشاب والتانين والحطب والأعلاف. يوفر أكاسيا ميلانوكسيلون (الخشب الأسود) وأكاسيا أنيورا (مولجا) بعضًا من أكثر الأخشاب جاذبية في هذا الجنس. لقد دعم لحاء السنط الأسود صناعات الدباغة في العديد من البلدان، وقد يوفر العفص لإنتاج المواد اللاصقة المقاومة للماء .
في فيتنام يتم استخدام أشجار الأكاسيا في مزارع الأنواع غير الأصلية التي يتم قطعها بانتظام لاستخدامها في صناعة الورق أو الأخشاب.
كان لحاء السنط، الذي جُمع من أستراليا في القرن التاسع عشر، يُصدَّر إلى أوروبا حيث استُخدم في عملية الدباغة . احتوى الطن الواحد من لحاء السنط أو الميموزا على حوالي 68 كيلوغرامًا (150 رطلاً) من التانين النقي.
يمكن استخدام صمغ بعض الأنواع كبديل للصمغ العربي ، المعروف باسم الصمغ الأسترالي أو صمغ السنط.

## من أنواع السنط
- السنط السعيد (باللاتينية: Acacia laeta) في مصر
- السنط السيال (باللاتينية: Acacia seyal) في بلاد الشام ووادي النيل
- السنط الصمغي (باللاتينية: Acacia gummifera) في المغرب العربي والسعودية
- السنط المعسل (باللاتينية: Acacia mellifera) في المشرق العربي ووادي النيل
- السنط الملتوي (باللاتينية: Acacia tortilis) في المشرق العربي والسعودية
- السنط النيلي (باللاتينية: Acacia nilotica) أو السنط العربي (باللاتينية: Acacia arabica) في المشرق العربي ووادي النيل والمغرب العربي
- سنط هاواي (باللاتينية: Acacia koa) في جزر هاواي
- سنط حريري الورق (باللاتينية: Acacia sericophylla) في أستراليا

## الأنواع
أنواع هذا الجنس:
- كود سباركل
- تحديث القائمة

نوع:ألبيزيا زهرة الحرير 
اسم علمي: Albizia julibrissin

نوع:العراد 
اسم علمي: Acacia etbaica

نوع:سلم 
اسم علمي: Acacia ehrenbergiana

نوع:سمر نجدي 
اسم علمي: Acacia gerrardii

نوع:سنط أحمر الساق 
اسم علمي: Acacia erythropus

نوع:سنط أزرق 
اسم علمي: Acacia cyperophylla

نوع:سنط إسفيني الأوراق 
اسم علمي: Acacia cuneifolia

نوع:سنط الصفصاف 
اسم علمي: Acacia iteaphylla

نوع:سنط حريري الورق 
اسم علمي: Acacia sericophylla

نوع:سنط خيمي 
اسم علمي: Acacia ligulata

نوع:سنط سعيد 
اسم علمي: Acacia laeta

نوع:سنط سيال 
اسم علمي: Acacia seyal

نوع:سنط شاذ 
اسم علمي: Acacia anomala

نوع:سنط صمغي 
اسم علمي: Acacia gummifera

نوع:سنط غيور 
اسم علمي: Acacia aemula

نوع:سنط فضي 
اسم علمي: Acacia cuthbertsonii

نوع:سنط كادي 
اسم علمي: Acacia catechu

نوع:سنط كارو 
اسم علمي: Acacia karroo

نوع:سنط كثيف الأزهار 
اسم علمي: Acacia pycnantha

نوع:سنط مجنح 
اسم علمي: Acacia alata

نوع:سنط مزدوج العصبين 
اسم علمي: Acacia bivenosa

نوع:سنط مسطح 
اسم علمي: Acacia applanata

نوع:سنط معسل 
اسم علمي: Acacia mellifera

نوع:سنط ملتوي 
اسم علمي: Acacia tortilis

نوع:سنط ملحي 
اسم علمي: Acacia ampliceps

نوع:سنط هاواي 
اسم علمي: Acacia koa

نوع:ضهياء 
اسم علمي: Acacia asak

نوع:طلح أنباري 
اسم علمي: Acacia farnesiana

نوع:عرفط 
اسم علمي: Acacia oerfota

نوع:غاف البحر 
اسم علمي: Pithecellobium dulce
Acacia obliquifolia